# كريستيان مارتن
كريستيان مارتن (بالإسبانية: Cristian Martin)‏ هو لاعب كرة قدم أوروغواياني، ولد في 21 يناير 1998 في سان خوسيه دي مايو ‏ في الأوروغواي. لعب مع ريفر بليت.

## وصلات خارجية
- كريستيان مارتن على موقع قاعدة بيانات كرة القدم.إي يو (الإنجليزية)
- كريستيان مارتن على موقع Soccerway.com (الإنجليزية)